# Catherine Breillat
Catherine Breillat (francès: [bʁɛja]; nascuda el 13 de juliol de 1948) és una cineasta, novel·lista i professora francesa de cinema d'autor a l'European Graduate School. Dedicada al negoci del cinema des de fa més de 40 anys, Breillat opta per normalitzar temes abans tabú al cinema. Aprofitant el mitjà cinematogràfic, Breillat juxtaposa diferents perspectives per posar en relleu la ironia que es troba a la societat.

## Vida i carrera
Breillat va néixer a Bressuire, Deux-Sèvres, però va créixer a Niort. Va decidir convertir-se en escriptora i directora als dotze anys després de veure Gycklarnas afton d'Ingmar Bergman, creient que havia trobat el seu "cos de ficció" a Anna, el personatge de Harriet Andersson.
Va començar la seva carrera després d'estudiar interpretació a l'"Studio d'Entrainement de l'Acteur" d'Yves Furet a París juntament amb la seva germana, l'actriu Marie-Hélène Breillat (nascuda el 2 de juny de 1947) el 1967. Als 17 anys, va tenir la seva novel·la publicada, l'Homme facile. El govern francès el va prohibir als lectors menors de 18 anys. Poc després de la publicació del llibre es va er una pel·lícula basada en la novel·la, però el productor va fer fallida i la distribuïdora Artedis va bloquejar qualsevol estrena comercial de la pel·lícula durant vint anys tot i que se li havia donat una qualificació R.
Breillat és conegudaper les pel·lícules enfocades en la sexualitat, la intimitat, el conflicte de gènere i la rivalitat entre germans. Breillat ha estat objecte de controvèrsia per les seves representacions explícites de la sexualitat i la violència. Va contractar l'actor porno Rocco Siffredi a les seves pel·lícules Romance (1999) i Anatomie de l'enfer (2004). Les seves novel·les han estat best-sellers.
El seu treball s'ha associat amb el gènere Nou extremisme francès. En una entrevista a Senses of Cinema, va descriure David Cronenberg com un altre cineasta que considera que té un enfocament similar a la sexualitat al cinema.
Tot i que Breillat passa la major part del seu temps darrere de la càmera, ha actuat en un grapat de pel·lícules. Va debutar al cinema a L'últim tango a París (1972) de Bernardo Bertolucci com a Mouchette, una modista, al costat de la seva germana Marie-Hélène Breillat.
L'any 2004, Breillat va patir una hemorràgia cerebral que li va provocar un ictus que li va paralitzar el costat esquerre. després de cinc mesos d'hospitalització i una lenta rehabilitació, va tornar a treballar a poc a poc, produint Une vieille maîtresse el 2007. Aquesta pel·lícula va ser una de les tres pel·lícules franceses seleccionades oficialment per al Festival de Cinema de Canes d'aquell any.
El 2007, Breillat va conèixer el famós estafador Christophe Rocancourt, i li va oferir un paper protagonista en una pel·lícula que ella tenia previst fer, basada en la seva pròpia novel·la Bad Love, i protagonitzada per Naomi Campbell. Poc després, ella li va donar 25.000 € per escriure un guió titulat La vie amoureuse de Christophe Rocancourt, i durant l'any i mig següent, li va concedir préstecs per un total de 678.000 € addicionals. El 2009 , es va publicar un llibre escrit per Breillat, en el qual al·legava que Rocancourt havia aprofitat la seva capacitat mental disminuïda, ja que encara s'estava recuperant de l'ictus. El llibre es titulava Abus de faiblesse, un terme legal francès. El 2012, Rocancourt va ser condemnat per abus de faiblesse per prendre els diners de Breillat, i condemnat a presó.
El setembre de 2010, la segona pel·lícula basada en contes de fades de Breillat, La belle endormie, es va estrenar a la barra lateral Orizzonti a la 67a Mostra Internacional de Cinema de Venècia.
Pel 2011, tot i que Breillat havia passat a altres projectes, encara esperava filmar Bad Love, però encara no havia pogut trobar finançament per fer-ho. Tanmateix, una adaptació cinematogràfica del seu llibre Abus de faiblesse, dirigida per Breillat i protagonitzada per Isabelle Huppert, va començar la producció el 2012 i es va projectar al Festival Internacional de Cinema de Toronto de 2013
S'ha assenyalat que "Breillat segueix compromesa amb la llarga durada, especialment durant les escenes de negociació sexual, una tècnica que mostra el virtuosisme dels seus intèrprets i posa èmfasi en els elements polítics i filosòfics del sexe. Tant a À ma sœur! com a Romance, per exemple, les escenes clau de sexe tenen plans que duren més de set minuts."
El 2018, Breillat va fer comentaris controvertits sobre Asia Argento, que va protagonitzar Une vieille maîtresse del 2007, qualificant Argento de "traïdora" per acusar Harvey Weinstein d'agressió sexual.

## Temes comuns a les pel·lícules de Breillat
A través del cinema, Breillat intenta redefinir la narrativa femenina al cinema mostrant personatges femenins que pateixen experiències similars a les dels seus homòlegs masculins. Moltes de les pel·lícules de Breillat exploren la transició entre la infantesa i l'edat adulta. Les dones de les seves pel·lícules intenten escapar de la seva adolescència buscant la individualitat. Hi ha un silenci no dit a la societat perquè les noies amaguen la seva sexualitat i desitjos tret que s'enfrontin directament sobre ells. Breillat ofereix una plataforma per debatre sobre el plaer femení i la responsabilitat sexual exposant els conflictes socials i sexuals en els temes de les seves pel·lícules.

## Obres

### Filmografia
| Any  | Títol                  | Notes |
| ---- | ---------------------- | --- |
| 1975 | Catherine et Compagnie | Guionista |
| 1976 | Une vraie jeune fille  | Basada en la novel·la de Breillat Le Soupirail. Prohibit després de l'estrena inicial, fins al 1999..                         |
| 1979 | Tapage nocturne        | |
| 1979 | Barbe-bleue            | Curtmetratge d'animació. Nominat al César al millor curtmetratge d'animació 1980.                                             |
| 1987 | Milan noir             | Guionista |
| 1988 | 36 Fillette            | Basada en la seva novel·la |
| 1991 | Sale comme un ange     | |
| 1993 | Couples et amants      | Co-Guionista |
| 1996 | Parfait amour!         | |
| 1999 | Romance                | |
| 2001 | À ma sœur!             | |
| 2001 | Brève traversée        | |
| 2002 | Sex Is Comedy          | |
| 2004 | Anatomie de l'enfer    | Basada en la seva novel·la Pornocratie                                                                                        |
| 2007 | Une vieille maîtresse  | Basada en la novel·la de Jules Amédée Barbey d'Aurevilly (1851). Particdipà al 60è Festival Internacional de Cinema de Canes. |
| 2009 | Barbe bleue            | Basat en el conte de Charles Perrault                                                                                         |
| 2010 | La belle endormie      | Basat en La bella dorment de Charles Perrault                                                                                 |
| 2013 | Abus de faiblesse      | Basada en el seu llibre de mateix títol                                                                                       |
| 2023 | L'últim estiu          | Basada en la pel·lícula danesa de 2019 Reina de cors                                                                          |

### Teatre
- 2000 : Pornocratie. Le Pouvoir de la courtisane, text i direcció de Catherine Breillat, lectura per Valérie Lang, Théâtre Gérard Philipe.

## Publicatons
- L'Homme facile, novel·la, Christian Bourgois, 1968.
- Le Silence, après..., novel·la, éditions François Wimille, 1970.
- Les Vêtements de mer, novel·la, éditions François Wimille, 1971.
- Le Soupirail, novel·la, éditions Guy Authier, 1974.
- Une vraie jeune fille, Denoël, 1976.
- Tapage nocturne, Mercure de France, 1979.
- Police, Albin Michel, 1985.
- 36 fillette, éditions Carrère, 1987.
- Je est un film, collectif, Association des cinémas de l'Ouest pour la recherche, 1988.
- Romance, scénario, éditions Les Cahiers du cinéma, 1999.
- Le livre du plaisir, anthologie, éditions n.º 1, 1999.
- À ma sœur, scénario, éditions Les Cahiers du cinéma, 2001.
- Pornocratie, récit, éditions Denoël, 2001.
- Sex Is Comedy, scénario, L'Avant-scène, 2005.
- Préface à Une vieille maîtresse de Barbey d'Aurevilly, Bartillat, 2007.
- Bad Love, novel·la, Léo Scheer, 2007.
- Abus de faiblesse, amb Jean-François Kervéan, testimoni, Fayard, 2009 ISBN 9782213651699
- La Violence au féminin, col·lectiiu, sota la direcció de Claude Benoit, éditions de la Transparence, 2011.
- Je ne crois qu'en moi, entretien avec Murielle Joudet, éditions Capricci, 2023.